# Joseph Billiau
JJules Joseph Billiau (Roeselare, 10 januari 1886 – aldaar, 20 december 1960) was een Belgisch politicus, schepen en dienstdoend burgemeester in Roeselare en actief binnen de werknemersbeweging ACW.

## Biografie
Billiau was de zoon van een houtbewerker. Zijn vader Amaat was de eerste arbeider die in de gemeenteraad van Roeselare zetelde. Ook Joseph werd schrijnwerker. Hij wordt al snel actief in de nog jonge christelijke vakbeweging en in 1906 komt hij in dienst van de Gilde. Zo wordt hij onder meer vrije bode en komt hij in contact met de bouwvakarbeiders. Na de Eerste Wereldoorlog richt hij de syndicale afdeling 'Hout en Bouw' herop. In 1922 sticht hij de ziekenbond 'Broederliefde' waarvan hij zelf voorzitter wordt. Hij wordt ook bestuurslid van de Coöperatieve Vereniging 'Het Gildebrood'. In 1934 werd hij voorzitter van de lokale ACW-afdeling, een functie die hij aanhield tot 1954. Hij wordt dan erevoorzitter.
Sedert 1921 zetelt hij namens de katholieke partij in de gemeenteraad van Roeselare. Hij blijft er zetelen tot 1958. In 1934 wordt hij schepen. Met zijn aantreden versterkt de invloed van het ACW in het lokale schepencollege dat tot dan overheerst werd door de burgerij en landbouwers. Hij wordt bevoegd voor onderwijs.  Na de Tweede Wereldoorlog kreeg hij burgerlijke stand toegewezen. Hij bleef in functie tot hij in 1958 niet meer opkwam. Tijdens die oorlog werd hij in 1942 door de Duitsers uit zijn ambt gezet. Na de oorlog zou hij een tijdlang waarnemend burgemeester worden door de ziekte en afwezigheid van burgemeester Jan Mahieu. Hij was van 1929 tot 1946 ook provincieraadslid.
Joseph Billiau was in de jaren 1950 voorzitter van de Kristelijke Bond van Gepensioneerden en was actief in de lokale Muziekacademie en de sociale bouwmaatschappijen 'De Mandel' en 'Het Roeselaars Werkmanshuis'.

## Bron
- Ferdy CALLEWAERT, Van De Gilde tot het Algemeen Christelijk Werknemersverbond in de XXste eeuw in Roeselare, Roeselare, 2012.